# Zeszyty Naukowe Wojskowej Akademii Politycznej
Zeszyty Naukowe Wojskowej Akademii Politycznej – rocznik a następnie kwartalnik wydawany nieregularnie od 1973 do 1990 roku przez Wojskową Akademię Polityczną. Ukazywały się w nim prace naukowe wykładowców tej uczelni. Pierwszym redaktorem naczelnym był Kazimierz Ochocki. Zeszyty wydawane były w dwóch osobnych seriach: pedagogicznej i historycznej, a od 1966 również ekonomicznej.